# Bologna Football Club 1947-1948
Questa voce raccoglie le informazioni riguardanti il Bologna Football Club nelle competizioni ufficiali della stagione 1947-1948.

## Stagione
Nella stagione 1947-48 il Bologna disputa la Serie A - nell'insolita impostazione a 21 squadre -, con 40 punti in classifica si piazza ottavo, il Torino si laurea Campione d'Italia con 65 punti, sedici in più di Milan e Juventus seconde con 49 punti.

## Divise
| Casa |

## Rosa
| N. |                     | Ruolo | Calciatore           |
| -- | ------------------- | ----- | -------------------- |
|    | Italia (bandiera)   | P     | Glauco Vanz          |
|    | Italia (bandiera)   | P     | Gino Vasirani        |
|    | Italia (bandiera)   | D     | Luigi Spadoni        |
|    | Italia (bandiera)   | D     | Luigi Cingolani      |
|    | Italia (bandiera)   | D     | Guglielmo Giovannini |
|    | Italia (bandiera)   | D     | Dino Ballacci        |
|    | Italia (bandiera)   | D     | Secondo Ricci        |
|    | Italia (bandiera)   | D     | Aldo Brandimarte     |
|    | Italia (bandiera)   | C     | Franco Marchi        |
|    | Ungheria (bandiera) | C     | Béla Sárosi          |
|    | Italia (bandiera)   | C     | Aurelio Marchese     |

| N. |                      | Ruolo | Calciatore        |
| -- | -------------------- | ----- | ----------------- |
|    | Italia (bandiera)    | A     | Giuseppe Baiocchi |
|    | Italia (bandiera)    | A     | Bruno Arcari      |
|    | Italia (bandiera)    | A     | Mario Gritti      |
|    | Italia (bandiera)    | A     | Gino Cappello     |
|    | Italia (bandiera)    | A     | Sauro Taiti       |
|    | Ungheria (bandiera)  | A     | István Mike Mayer |
|    | Italia (bandiera)    | A     | Amedeo Biavati    |
|    | Argentina (bandiera) | A     | Hugo Giorgi       |
|    | Italia (bandiera)    | A     | Alberto Bonaretti |
|    | Italia (bandiera)    | A     | Carlo Matteucci   |

## Risultati

### Serie A

#### Girone di andata
| Arbitro: | Tassini (Verona) |

|                  |           |                            |
| Biavati 23’, 66’ | Marcatori | 39’ Bertolucci 49’ Turconi |

| Arbitro: | Carpani (Milano) |

|             |           |  |
| Miniati 10’ | Marcatori |  |

| Arbitro: | Agnolin (Bassano del Grappa) |

|                                 |           |             |
| Biavati 15’ Gritti 35’ Cappello | Marcatori | 65’ Astorri |

| Arbitro: | Cicardi (Lecco) |

|  |           |                   |
|  | Marcatori | 12’, 90’ Baiocchi |

| Arbitro: | Valsecchi (Milano) |

|                                        |           |                          |
| Cappello 18’ Dell'Innocenti 84’ (aut.) | Marcatori | 47’ Perretti 69’ Pesaola |

| Arbitro: | Orlandini (Roma) |

|                                |           |           |
| Vasirani 43’ (aut.) Raccis 46’ | Marcatori | 64’ Taiti |

| Arbitro: | Parpaiola (Padova) |

|              |           |  |
| Cappello 54’ | Marcatori |  |

| Arbitro: | Pieri (Trieste) |

|             |           |  |
| Capello 45’ | Marcatori |  |

| Arbitro: | Canavesio (Torino) |

|                                |           |            |
| Carraro 76’ Spadoni 83’ (aut.) | Marcatori | 55’ Gritti |

| Arbitro: | Scotto (Savona) |

|           |           |              |
| Suppi 43’ | Marcatori | 58’ Cappello |

| Arbitro: | Bonivento (Venezia) |

|                                            |           |            |
| Cappello 44’ Taiti 52’ Mike 66’ Gritti 72’ | Marcatori | 24’ Tieghi |

| Bologna 7 dicembre 1947 12ª giornata | Bologna          | 0 – 0 | Triestina | Stadio Comunale\| Arbitro: \| Coppolone (Bari) \| |
| Arbitro:                             | Coppolone (Bari) |       |           |                                                   |

| Arbitro: | Silvano (Torino) |

|               |           |          |
| Menegotti 20’ | Marcatori | 49’ Mike |

| Bologna 28 dicembre 1947 14ª giornata | Bologna         | 0 – 0 | Lazio | Stadio Comunale\| Arbitro: \| Scotto (Savona) \| |
| Arbitro:                              | Scotto (Savona) |       |       |                                                  |

| Arbitro: | Bonivento (Venezia) |

|                        |           |            |
| Quaresima 56’ Muci 90’ | Marcatori | 55’ Gritti |

| Arbitro: | Pieri (Trieste) |

|                  |           |             |
| Di Benedetti 17’ | Marcatori | 77’ Biavati |

| Arbitro: | Gamba (Napoli) |

|            |           |              |
| Hrotko 63’ | Marcatori | 79’ Cappello |

| Arbitro: | Valsecchi (Milano) |

|                                                          |           |  |
| Arcari IV 52’ Cappello 65’ Rispoli 74’ (aut.) Gritti 85’ | Marcatori |  |

| Arbitro: | Orlandini (Roma) |

|  |           |            |
|  | Marcatori | 77’ Gritti |

| Arbitro: | Gamba (Napoli) |

|                                             |           |                          |
| Gritti 29’ Sarosi 34’ Baiocchi 37’ Mike 69’ | Marcatori | 73’ Verdeal 76’ Sardelli |

#### Girone di ritorno
| Arbitro: | Zambotto (Padova) |

|           |           |  |
| Colpo 86’ | Marcatori |  |

| Arbitro: | Marchetti (Milano) |

|                       |           |                        |
| Sarosi 33’ Gritti 81’ | Marcatori | 76’ Michelini 86’ Toth |

| Arbitro: | Scotto (Savona) |

|              |           |  |
| Miglioli 78’ | Marcatori |  |

| Arbitro: | Bertolio (Torino) |

|                          |           |                 |
| Gritti 32’ Mike 74’, 77’ | Marcatori | 16’, 44’ Armano |

| Arbitro: | Coppolone (Bari) |

|  |           |                      |
|  | Marcatori | 80’ Taiti 87’ Gritti |

| Arbitro: | Gemini (Roma) |

|                    |           |  |
| Gratton 32’ (aut.) | Marcatori |  |

| Arbitro: | Pieri (Trieste) |

|                            |           |  |
| Bassetto 8’ Rebuzzi II 22’ | Marcatori |  |

| Arbitro: | Bonivento (Venezia) |

|                                                    |           |              |
| Mazzola 9’ Gabetto 17’ Ossola 34’ Gabetto 57’, 88’ | Marcatori | 76’ Marchese |

| Arbitro: | Silvano (Torino) |

|                   |           |              |
| Baiocchi 22’, 51’ | Marcatori | 86’ Conti II |

| Arbitro: | Cappucci (Roma) |

|             |           |  |
| Biavati 75’ | Marcatori |  |

| Arbitro: | Bergomi (Milano) |

|                     |           |  |
| Gimona 12’ Stua 85’ | Marcatori |  |

| Arbitro: | Boffardi (Genova) |

|           |           |  |
| Begni 30’ | Marcatori |  |

| Arbitro: | Silvano (Torino) |

|                               |           |                                          |
| Giorgi 19’, 24’ Bonaretti 49’ | Marcatori | 3’ Sentimenti 38’ Pernigo 62’ Del Medico |

| Arbitro: | Donati (Milano) |

|                         |           |                      |
| Penzo 37’ Remondini 68’ | Marcatori | 89’ (rig.) Arcari IV |

| Arbitro: | Orlandini (Roma) |

|          |           |  |
| Mike 67’ | Marcatori |  |

| Arbitro: | Gemini (Roma) |

|  |           |             |
|  | Marcatori | 90’ Krieziu |

| Bologna 13 giugno 1948 39ª giornata | Bologna          | 0 – 0 | Bari | Stadio Comunale\| Arbitro: \| Carpani (Milano) \| |
| Arbitro:                            | Carpani (Milano) |       |      |                                                   |

| Arbitro: | Silvano (Torino) |

|                 |           |  |
| Merlin 20’, 27’ | Marcatori |  |

| Arbitro: | Tassini (Verona) |

|                      |           |                           |
| Arcari IV 53’ (rig.) | Marcatori | 60’ (rig.) Sentimenti III |

| Arbitro: | Gamba (Napoli) |

|                                                                                             |           |                           |
| Grisanti 17’ Brighenti 25’ Dalla Torre 41’ Formentin 42’ Dalla Torre 56’, 82’ Brighenti 87’ | Marcatori | 30’ Matteucci 58’ Biavati |

## Statistiche

### Statistiche di squadra
| Competizione | Punti | In casa | In casa | In casa | In casa | In casa | In casa | In trasferta | In trasferta | In trasferta | In trasferta | In trasferta | In trasferta | Totale | Totale | Totale | Totale | Totale | Totale | DR |
| Competizione | Punti | G       | V       | N       | P       | Gf      | Gs      | G            | V            | N            | P            | Gf           | Gs           | G      | V      | N      | P      | Gf     | Gs     | DR |
| ------------ | ----- | ------- | ------- | ------- | ------- | ------- | ------- | ------------ | ------------ | ------------ | ------------ | ------------ | ------------ | ------ | ------ | ------ | ------ | ------ | ------ | -- |
| Serie A      | 40    | 20      | 11      | 8       | 1       | 35      | 18      | 20           | 3            | 4            | 13           | 16           | 34           | 40     | 14     | 12     | 14     | 51     | 52     | -1 |

### Statistiche dei giocatori
| Giocatore        | Serie A  | Serie A |
| Giocatore        | Presenze | Reti    |
| ---------------- | -------- | ------- |
| B. Arcari (IV)   | 30       | 3       |
| G. Baiocchi      | 32       | 5       |
| D. Ballacci      | 14       | 0       |
| A. Biavati       | 19       | 6       |
| A. Bonaretti     | 9        | 1       |
| A. Brandimarte   | 3        | 0       |
| G. Cappello (IV) | 24       | 8       |
| L. Cingolani     | 29       | 0       |
| H. Giorgi        | 10       | 2       |
| G. Giovannini    | 28       | 0       |
| M. Gritti        | 29       | 10      |
| A. Marchese      | 21       | 1       |
| F. Marchi        | 30       | 0       |
| C. Matteucci     | 3        | 1       |
| I. Mike          | 22       | 6       |
| S. Ricci         | 10       | 0       |
| B. Sarosi (III)  | 30       | 2       |
| L. Spadoni       | 35       | 0       |
| S. Taiti         | 22       | 3       |
| G. Vanz          | 28       | -34     |
| G. Vasirani      | 12       | -18     |